# Serge-Thomas Bonino
Serge-Thomas Bonino OP (ur. 3 listopada 1961) – francuski duchowny katolicki, w latach 2011–2021 sekretarz generalny Międzynarodowej Komisji Teologicznej.

## Życiorys
W 1988 otrzymał święcenia kapłańskie.
17 grudnia 2011 został mianowany przez Benedykta XVI sekretarzem generalnym Międzynarodowej Komisji Teologicznej.